# Castelldefels
Castelldefels ist ein Küstenort etwa 20 km südwestlich von Barcelona an der Costa del Garraf und gehört zur Metropolregion Barcelona. 2024 hatte die Gemeinde 69.450 Einwohner.

## Lage und geografische Struktur

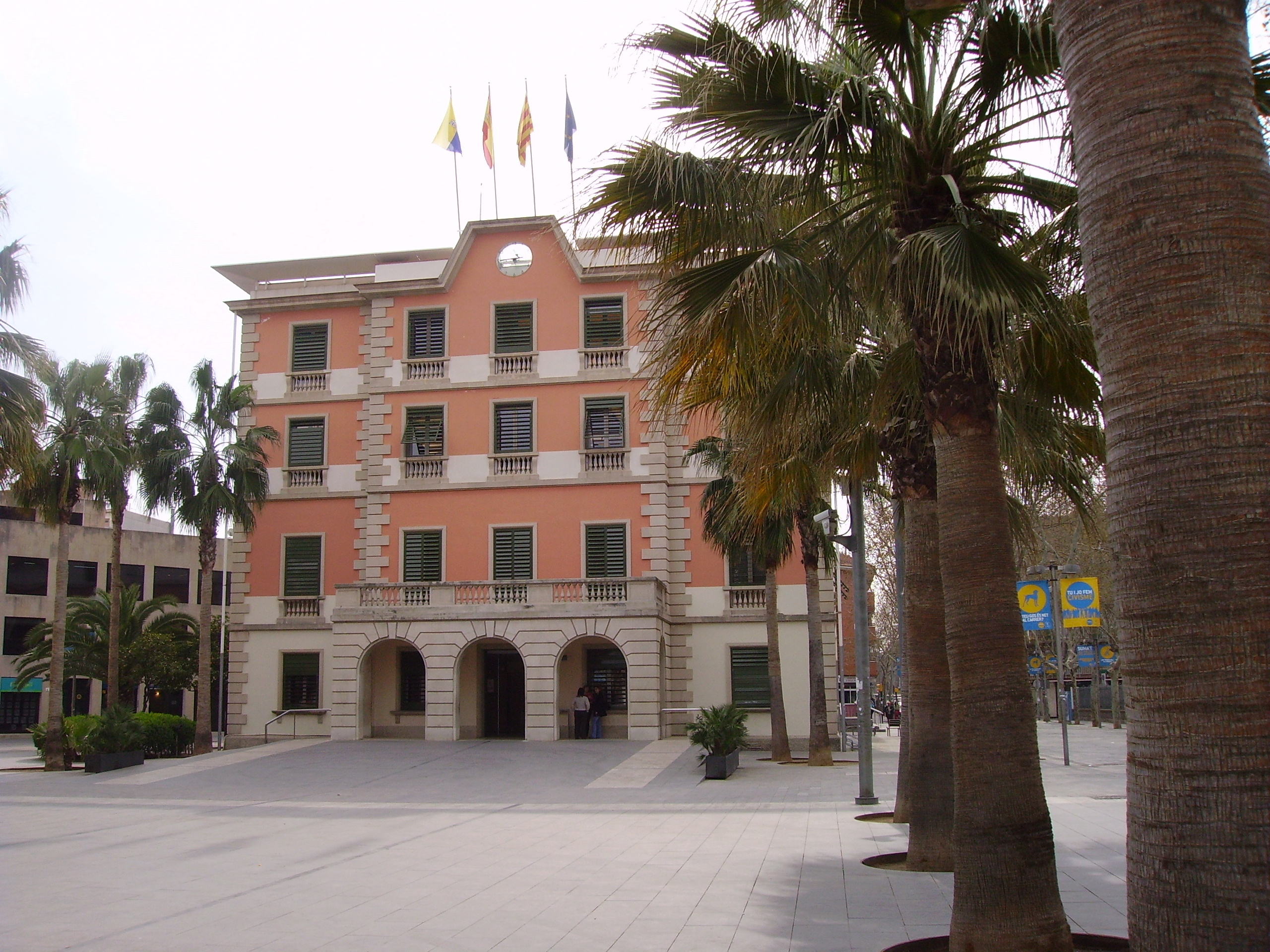
Das Rathaus von Castelldefels

Das Flachland zwischen dem Mittelmeer und dem Gebirgszug, das Barcelona Platz bietet, verjüngt sich nach Süden immer mehr und ist bei Castelldefels zu Ende – dort tritt das Gebirge an das Meer heran und bildet von Garraf bis Sitges eine Steilküste. Castelldefels ist die südlichste einer Gruppe von Ortschaften, die entlang dieses Gebirges im Landesinnern einen Ortskern und an der Küste einen Strandabschnitt haben. Dies sind, außer Castelldefels, Gavà und Viladecans. Während der Strand-Teil von Gavà und Viladecans vor allem aus Campingplätzen und privaten Apartment-Anlagen besteht, setzt sich der Strand-Teil von Castelldefels aus einer Mischung von Bungalows, privaten Apartment-Anlagen und vereinzelten Hotels zusammen und bildet in Richtung Gavà einen Pinienwald, genannt La Pineda, in den die Häuser geschickt integriert sind, teilweise um einzelne Bäume herumgebaut. An diesem sehr langen, ausgedehnten Strand-Teil von Castelldefels befindet sich am Passeig Marítim Ecke Avinguda dels Banys (Fußgängerzone) in der Nähe des Hotels Playafels ein urbaner Kern mit Läden und Restaurants.

## Geschichte

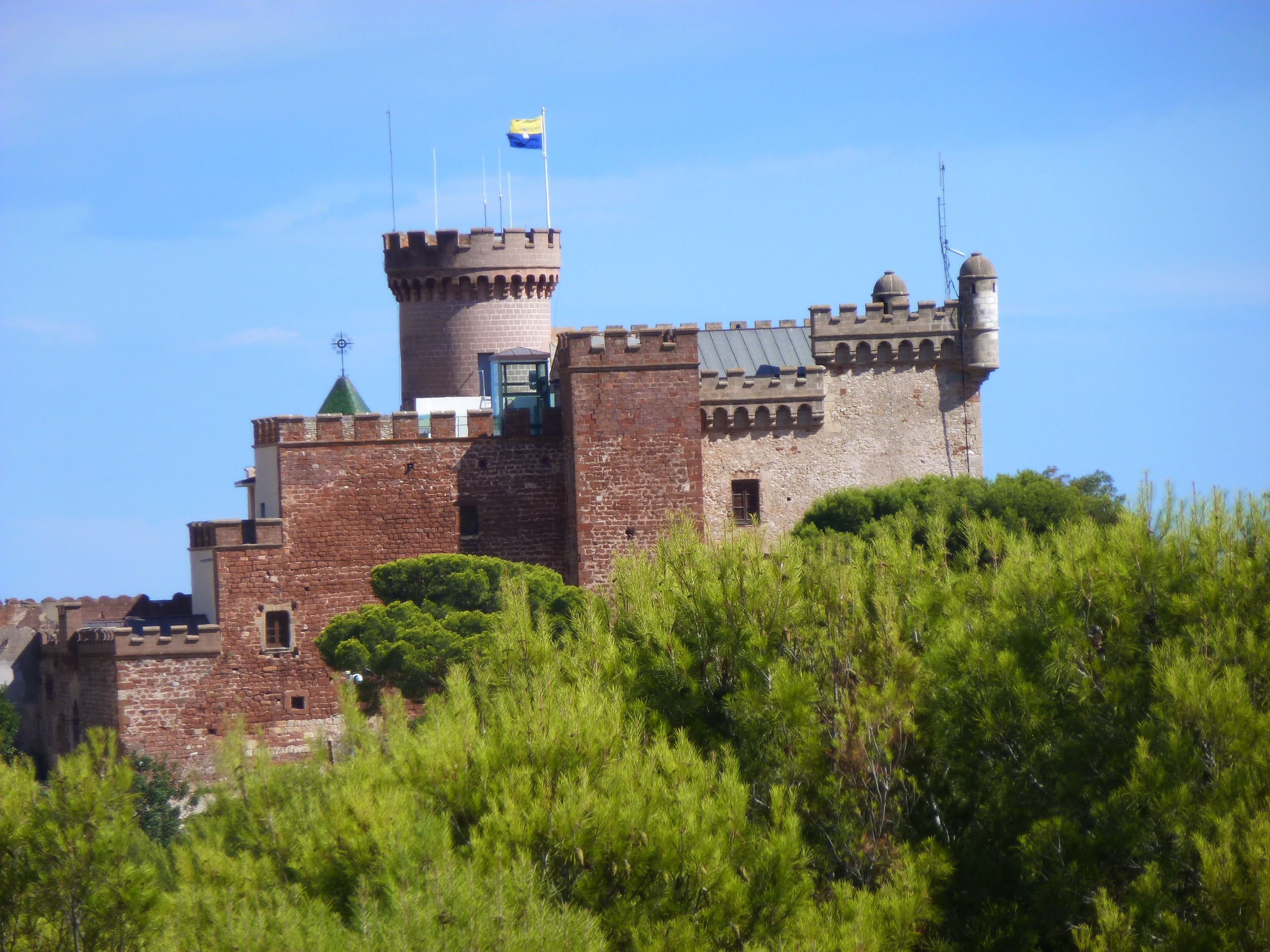
Die Burg von Castelldefels (Sicht aus Richtung Naturpark Garraf)

Die Geschichte der Burg und der Kirche von Castelldefels gehen auf das Jahr 996 n. Chr. zurück, wobei die Burg anfangs nur ein Wehrturm war, der den Zweck hatte, die Kirche zu schützen. Die Burg, aus deren Name der Ortsname wurde, hieß anfangs Castrum Felix, was sich später in Castelló de Fidels wandelte. Auf dem Gelände der Kirche Santa Maria del Castell an der Burg fanden Archäologen Überreste verschiedener Kulturen, unter anderem eine in den Fels gehauene Zisterne aus der Zeit der Iberer und einen Cippus. Ausgrabungen aus der Zeit der Römer sind heute – unter Glas – im Innern dieser Kirche zu besichtigen. Auf dem Burghügel fanden sich auch Reste zweigeschossiger Häuser aus der Römerzeit.

## Klima
Castelldefels hat folgende durchschnittliche Temperaturwerte:
- Frühling: 18 °C,
- Sommer: 26 °C,
- Herbst: 20 °C,
- Winter: 10 °C.

Durchschnittliche Meerestemperaturen:
- Min. im Februar: 12,7 °C
- Max. im Juli: 25,7 °C
- Jahresdurchschnittstemperatur: 18,6 °C

## Bevölkerung

### Einwohnerentwicklung
Castelldefels hatte im Jahr 1970 13.219 Einwohner. Im Jahr 2009 zählte die Stadt bereits 62.314 Einwohner, davon waren 23,2 % Ausländer. 53 % der ausländischen Einwohner kamen aus anderen EU-Staaten, 32 % aus Südamerika, 6 % aus Afrika, 5 % aus Asien und 4 % aus Nord- und Mittelamerika.

### Prominente Bewohner
- Romuald Claverol i Fenosa, Arzt und Künstler
- Josep Guinovart (1927–2007), Maler und Grafiker
- Carles Benavent (* 1954), Musiker
- David Fernández Ortiz (* 1970), Schauspieler
- Ignacio Gamen, Dichter
- George Sanders (1906–1972), Schauspieler
- Lionel Messi (* 1987), Fußballspieler
- Robert Lewandowski (* 1988), Fußballspieler
- Pierre-Emerick Aubameyang (* 1989), Fußballspieler
- Ángel Alarcón (* 2004), Fußballspieler

## Bildung und Forschung
Hochschulen und Forschungseinrichtungen der Universitat Politècnica de Catalunya in Castelldefels:
- Escola Politècnica Superior de Castelldefels
- Escola Superior d’Agricultura de Barcelona
- Parc Mediterrani de la Tecnologia
- Forschungsinstitut ICFO (in Catalan: Institut de Ciències Fotòniques, in Spanish: Instituto de Ciencias Fotónicas), welches sich mit photonischen Wissenschaften beschäftigt[4]

## Verkehr
Die alten Ortskerne von Castelldefels, Gavà und Viladecans sind entlang des Gebirges an einer Landstraße aufgereiht, die über die Industriegebiete am Llobregat nach Barcelona führt. Parallel dazu verläuft eine Bahnlinie der RENFE, die im Ortskern von Castelldefels den Bahnhof Castelldefels und am südlichen Ende des Strandteils den Haltepunkt Platja de Castelldefels aufweist. Am 23. Juni 2010 ereignete sich an diesem Haltepunkt ein schweres Zugunglück, als der Alaris (Nr 01202) Alicante–Barcelona-Sants gegen 23:30 Uhr eine große Menschengruppe erfasste, welche die Gleise zum Strand überquerten, anstatt eine Unterführung zu benutzen. Dabei kamen zwölf Menschen ums Leben, 14 wurden verletzt. Im Hochgeschwindigkeitszug, der nach einigen hundert Metern zum Stehen kam, gab es keine Verletzten.
Die am Strand gelegenen Ortsteile von Castelldefels, Gavà und Viladecans liegen an der Autovia de Castelldefels, die am Flughafen vorbeiführt und sich ab der Plaça d’Espanya als Gran Via, eine der Hauptverkehrsachsen, quer durch Barcelona fortsetzt. Als dritte Verkehrsachse führt seit den 1990er Jahren eine Autobahn an Castelldefels vorbei nach Süden. Die Autovía de Castelldefels, die nie die Standards europäischer Autobahnen erreichte und dennoch schon immer wie eine Autobahn benutzt wurde, war jahrzehntelang als eine der gefährlichsten Rennstrecken Spaniens berüchtigt, weil sie unzureichenden Ersatz für ein Linksabbiegen bot und sich durch unerlaubtes, notgedrungenes Linksabbiegen immer wieder Unfälle ereigneten. Die Anzahl der durchgezogenen Mittellinien wuchs nach und nach auf vier. Dies wurde später durch eine ampelgeregelte Kreuzung und danach durch eine Überführung bei Castelldefels und eine weitere bei Gavà entschärft.
Hinsichtlich des Bootsverkehrs musste sich Castelldefels früher mit dem Club Nautico zufriedengeben, mit einer Schneise aus Bojen, in der es den Booten erlaubt war, bis auf den Strand zu fahren. Infolge der Olympischen Spiele 1992 verfügt Castelldefels am südlichen Ende, wo die Felsenküste anfängt, heute zusätzlich über eine Marina.
Als weitere Begleiterscheinung im Vorfeld der Olympischen Spiele wurden die Straßen im Bereich des Strands saniert. Sie waren zuvor jahrzehntelang tiefe Gräben voller Schutt und Geröll, aus denen in Erwartung eines zukünftigen Straßenbelags kniehoch die Kanalisationsschächte ragten, und standen nach den häufigen Sommergewittern jedes Mal tief unter Wasser.

## Tourismus

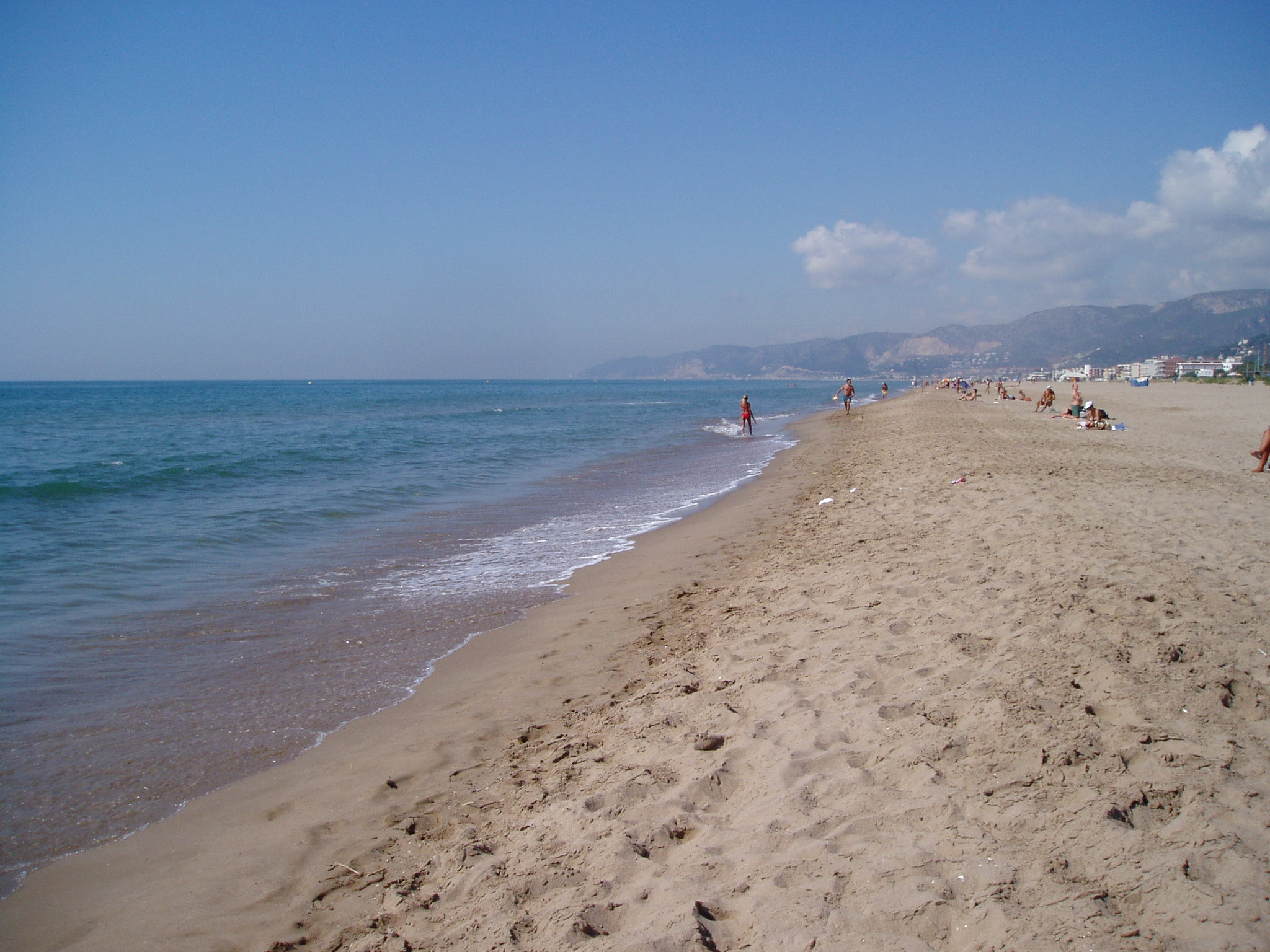
Strand von Castelldefels

Noch bis in die 1980er Jahre hinein war Castelldefels ein beliebtes Urlaubsziel für Touristen aus ganz Europa, die vor allem die verkehrsgünstige Lage zu Barcelona und den 100 bis 200 Meter breiten, viel Platz bietenden Strand zu schätzen wussten. Die touristische Infrastruktur des Strand-Teils von Castelldefels wurde durch Hotel-Familienbetriebe getragen von denen später durch das Ausbleiben der ausländischen Urlauber viele entweder aufgeben oder an große Hotelketten verkaufen mussten, sowie durch Apartments, die teilweise von Deutschen betrieben und vermietet wurden. Alle Dienstleistungen für ausländische Urlauber, die über Unterkunft und Verpflegung hinausgingen, beispielsweise Ausflüge nach Montserrat, Wasserspiele in Barcelona oder Stierkampfbesuche, wurden in Monopolstellung vom Reisebüro Castelltur abgewickelt. Dieser Tourismus ausländischer Urlauber ist heute weitgehend zum Erliegen gekommen.

## Sehenswürdigkeiten
Die paläontologische Höhle Cova del Rinoceront (dt. Nashorn-Höhle) befindet sich in Castelldefels.
Neben der Burg Castell de Fels aus dem 16.–17. Jahrhundert, der romanischen Kirche Santa Maria de Castelldefels aus dem 10.–12. Jahrhundert und der neoromanischen Kirche Santa Maria de la Salut (Bauzeit von 1888 bis 1910), findet man noch heute zwölf Stadt- und Wachtürme in Castelldefels. Einige dieser Türme wurden sorgfältig rekonstruiert (z. B. Torre de Can Gomar), andere wurden mit neuen Gebäuden umbaut (z. B. Torre de Can Vinyes), und weitere sind nur noch als Ruinen erhalten (z. B. Torre Moruna). Sie datieren meist aus der zweiten Hälfte des 16. Jahrhunderts, als speziell die Türme mit Sicht auf Strand und Meer als Wachttürme zur Warnung vor Piraten der Barbareskenküste errichtet wurden.

### Türme im und nahe dem historischen Ortskern

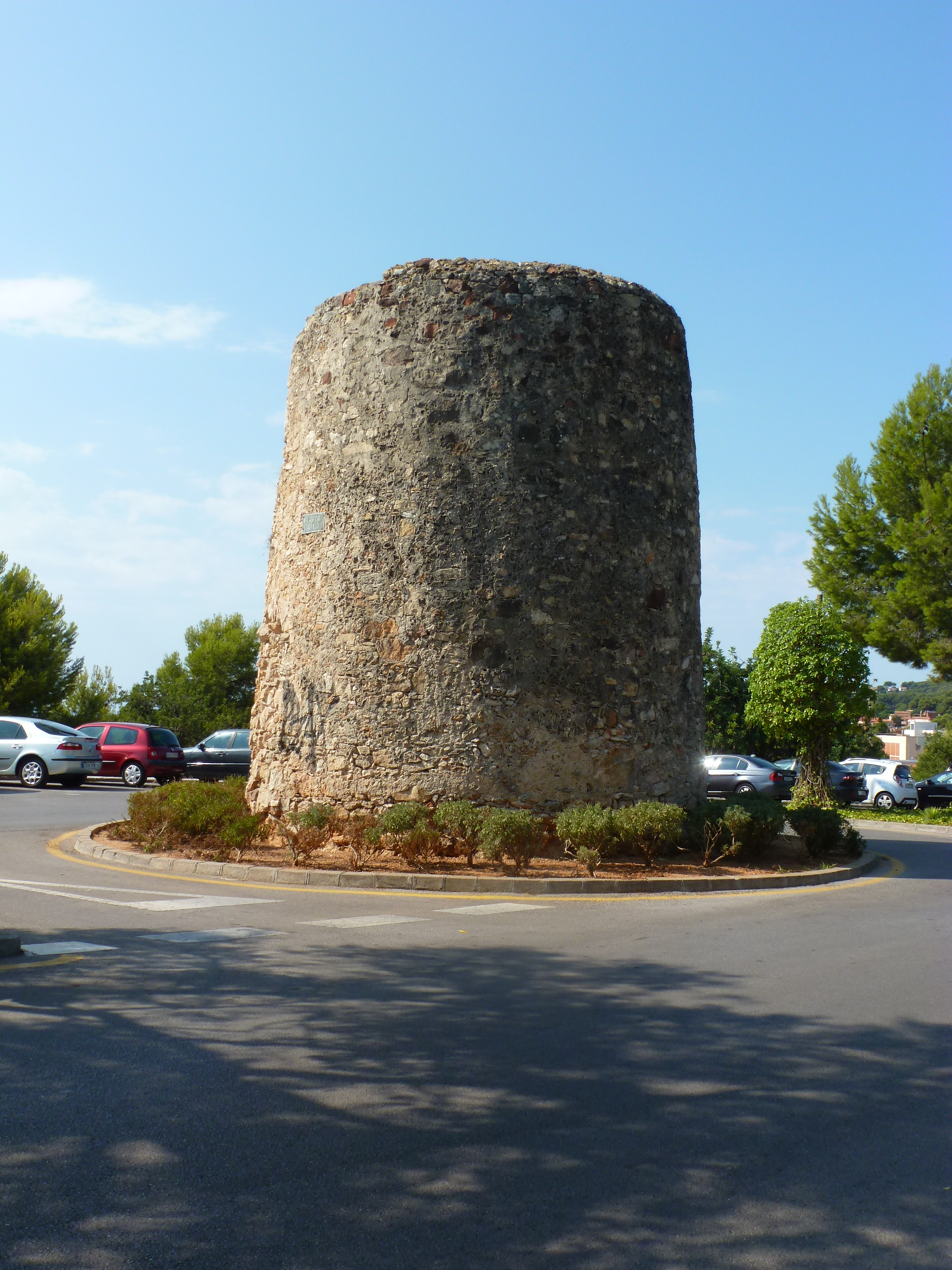
Torre de Guaita
41° 17′ 5,3″ N, 1° 58′ 33″ O
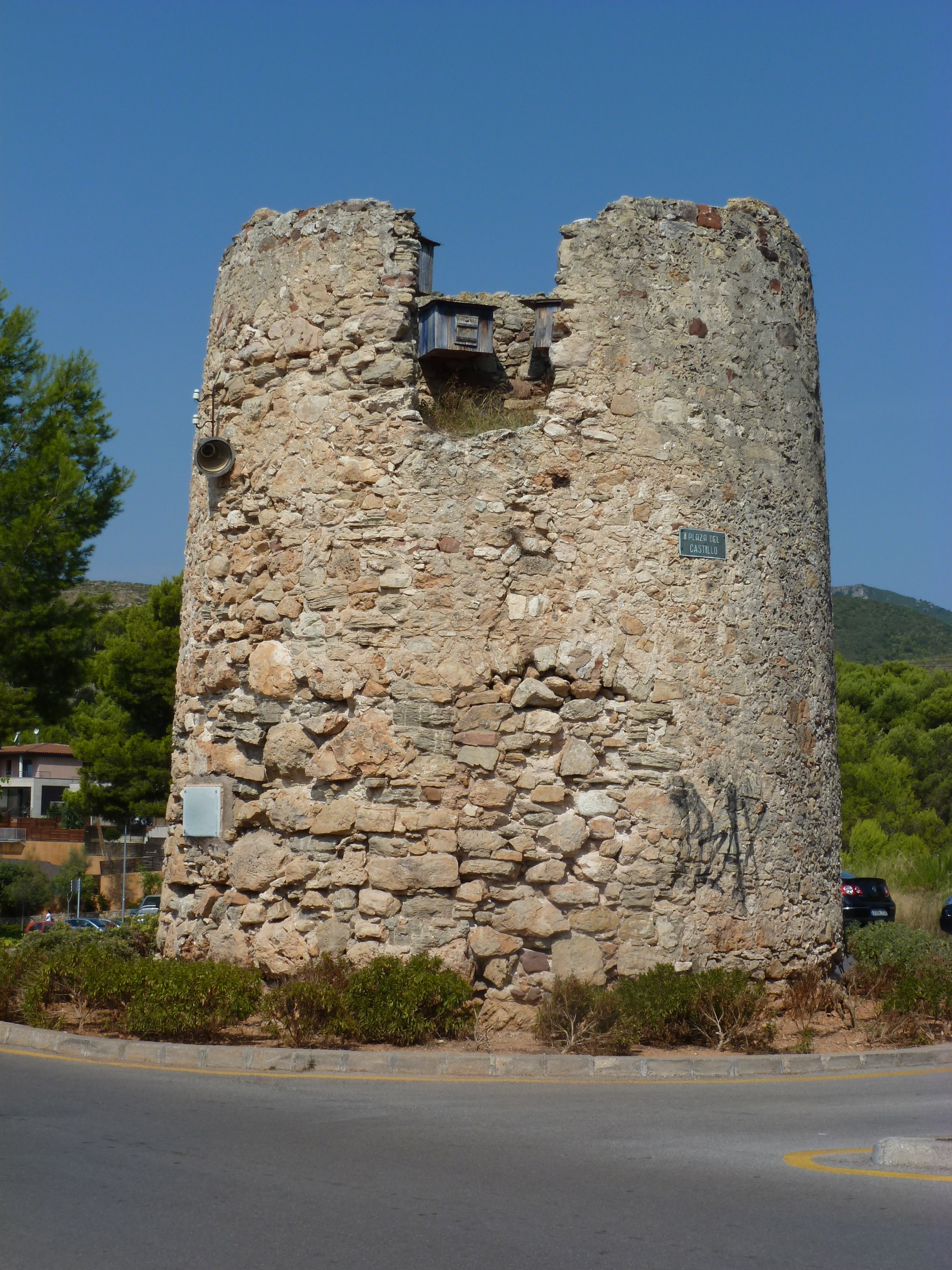
Torre de Guaita
Torre d'Antoni[11]
41° 17′ 1,6″ N, 1° 58′ 50,5″ O
Torre d'Antoni (Rückseite, mit zerfallenem Nebengebäude)
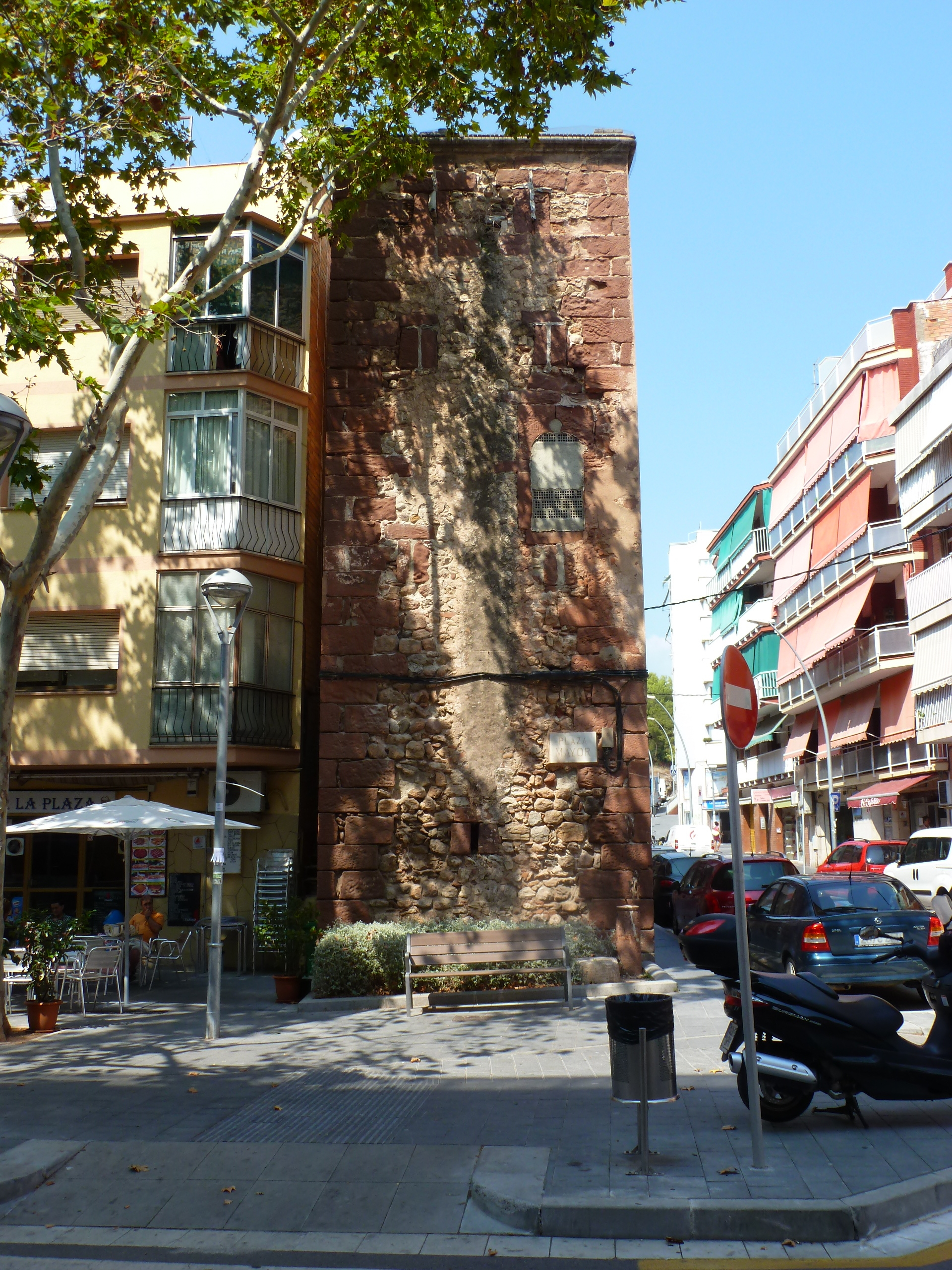
Torre Can Moliner
41° 17′ 0,3″ N, 1° 58′ 52,8″ O
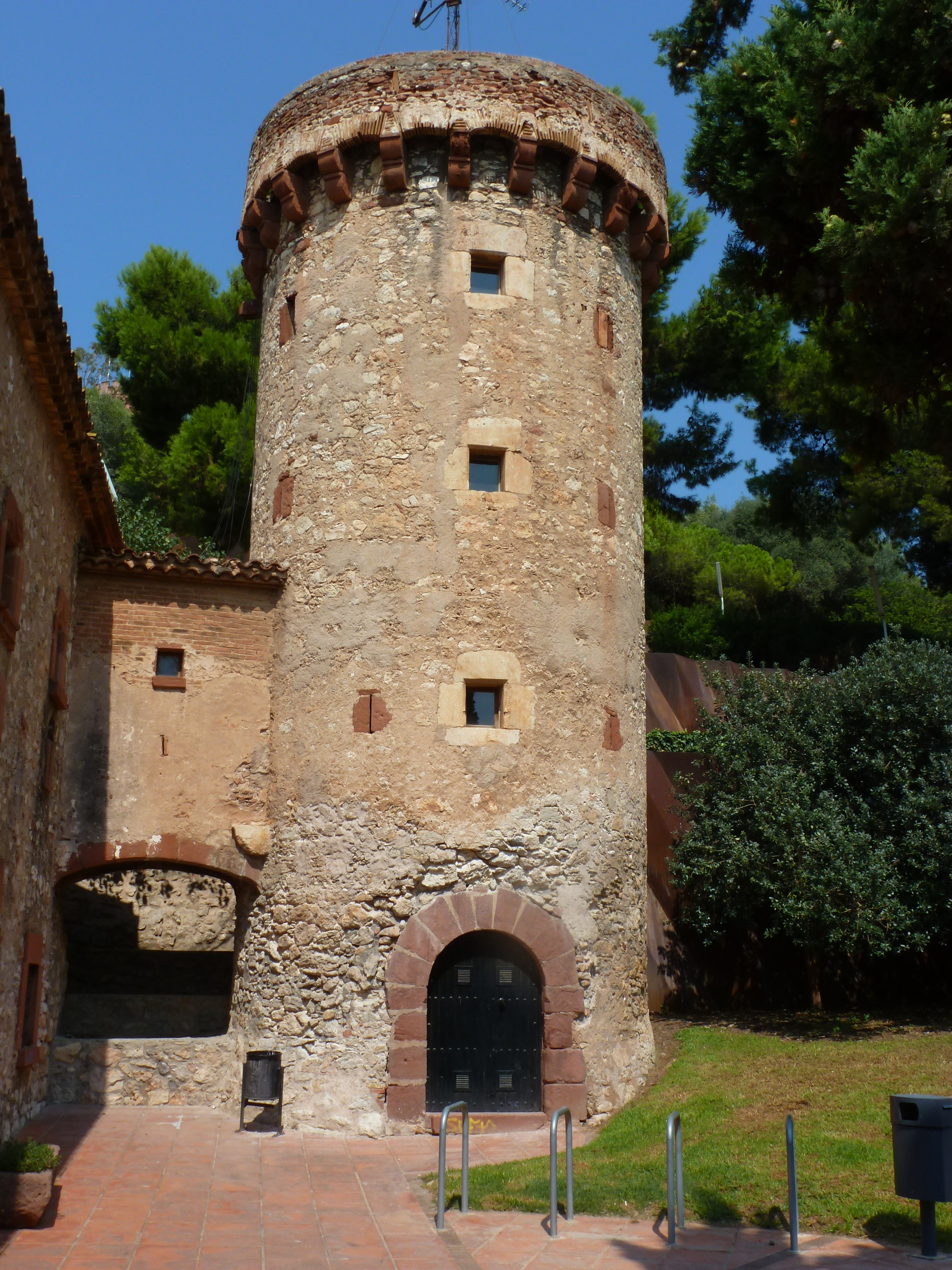
Torre de Can Gomar
41° 16′ 59,5″ N, 1° 58′ 43,8″ O
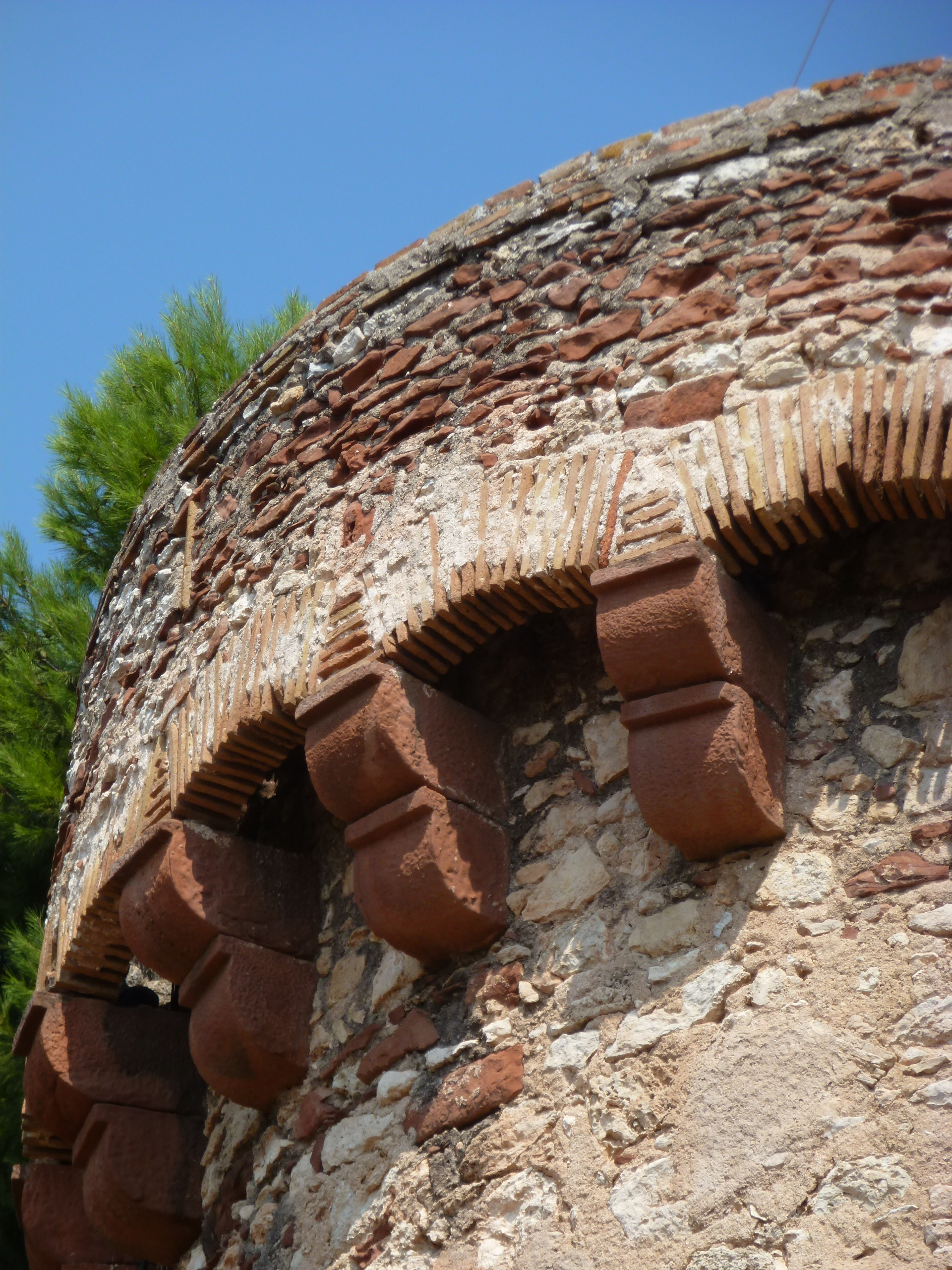
Torre de Can Gomar (Detail)
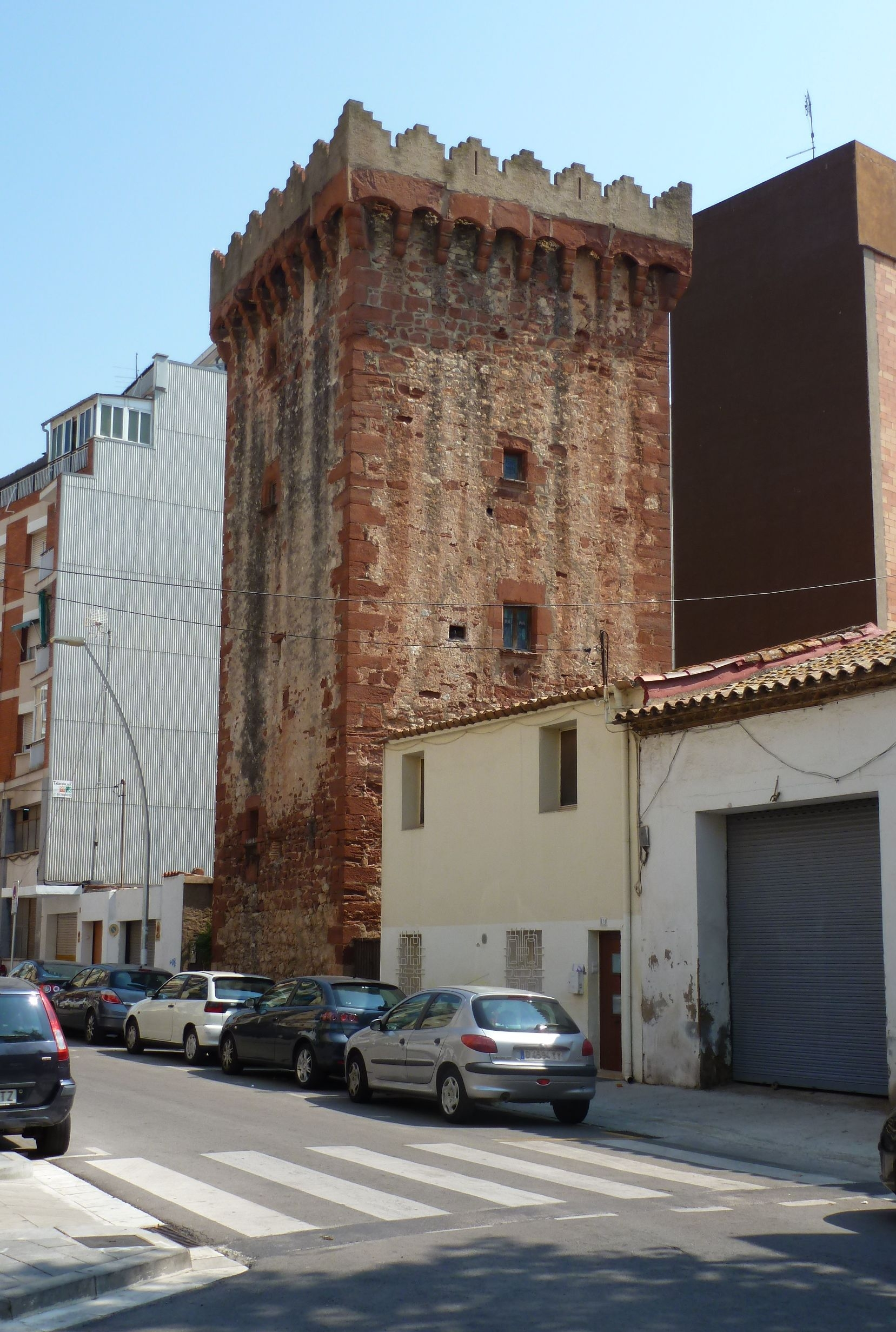
Torre Climent Sovall
41° 16′ 57,1″ N, 1° 58′ 53,2″ O
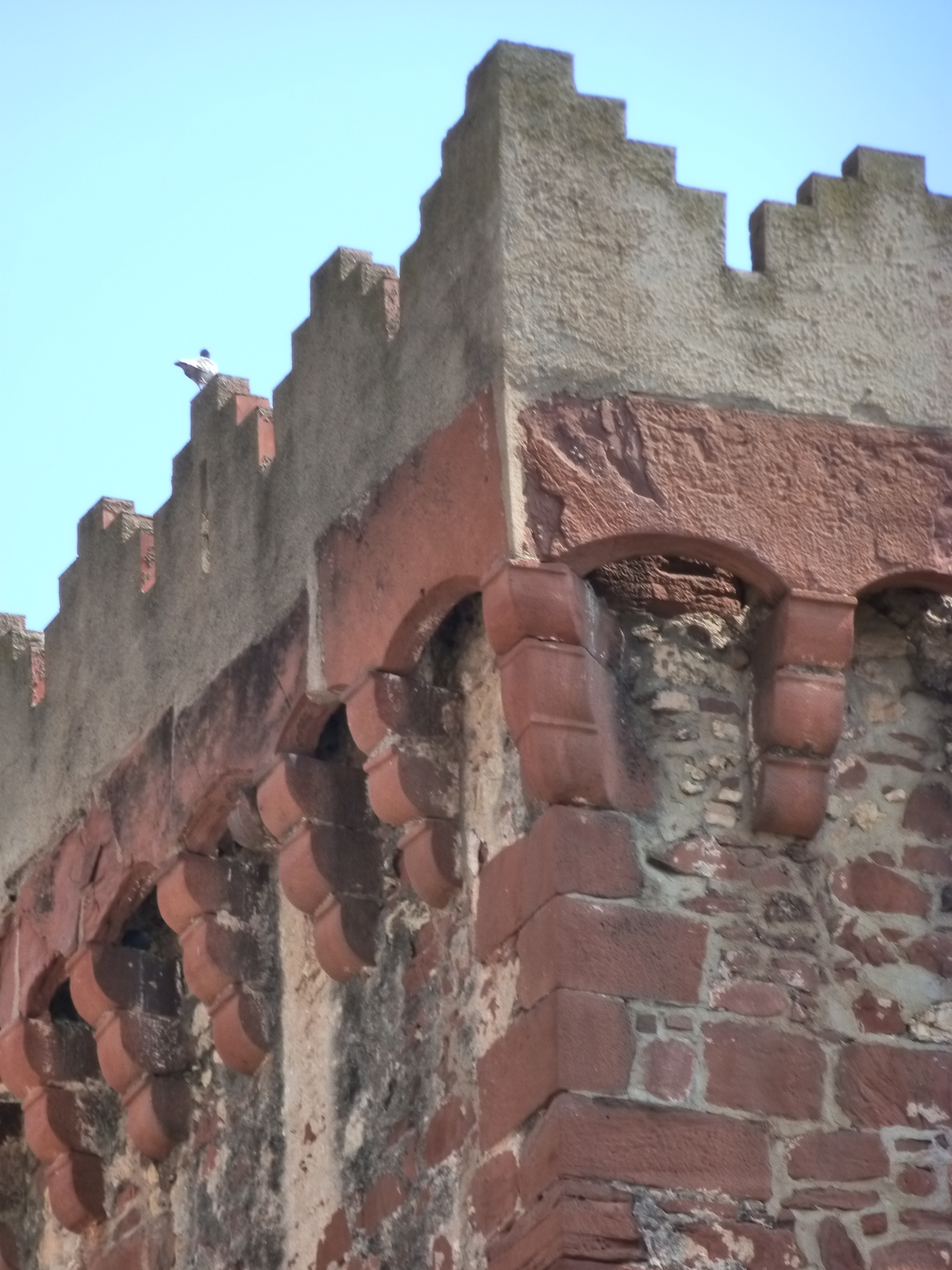
Torre Climent Sovall (Detail)
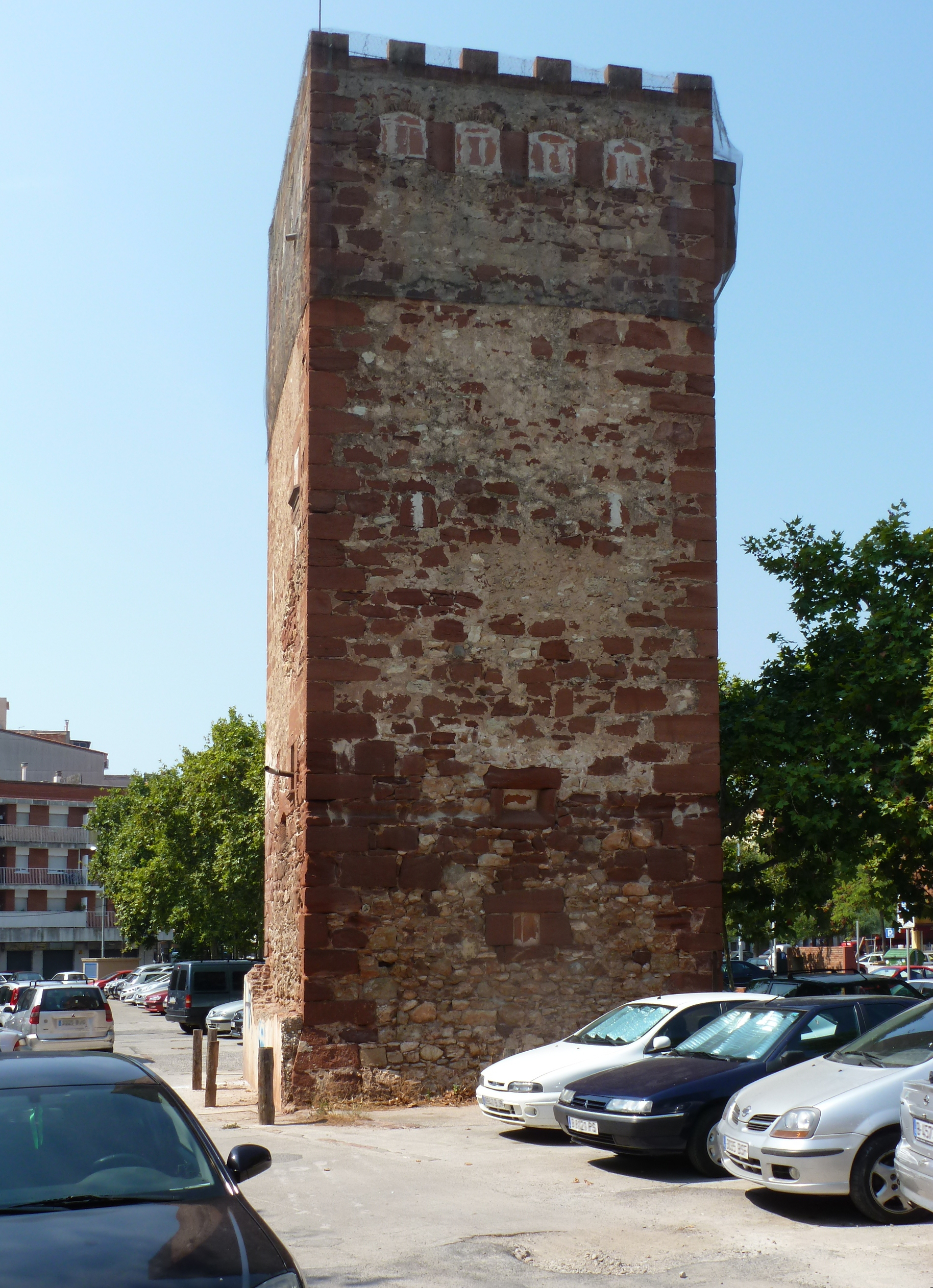
Torre Gabriel Folcher
41° 16′ 56,1″ N, 1° 58′ 51,1″ O
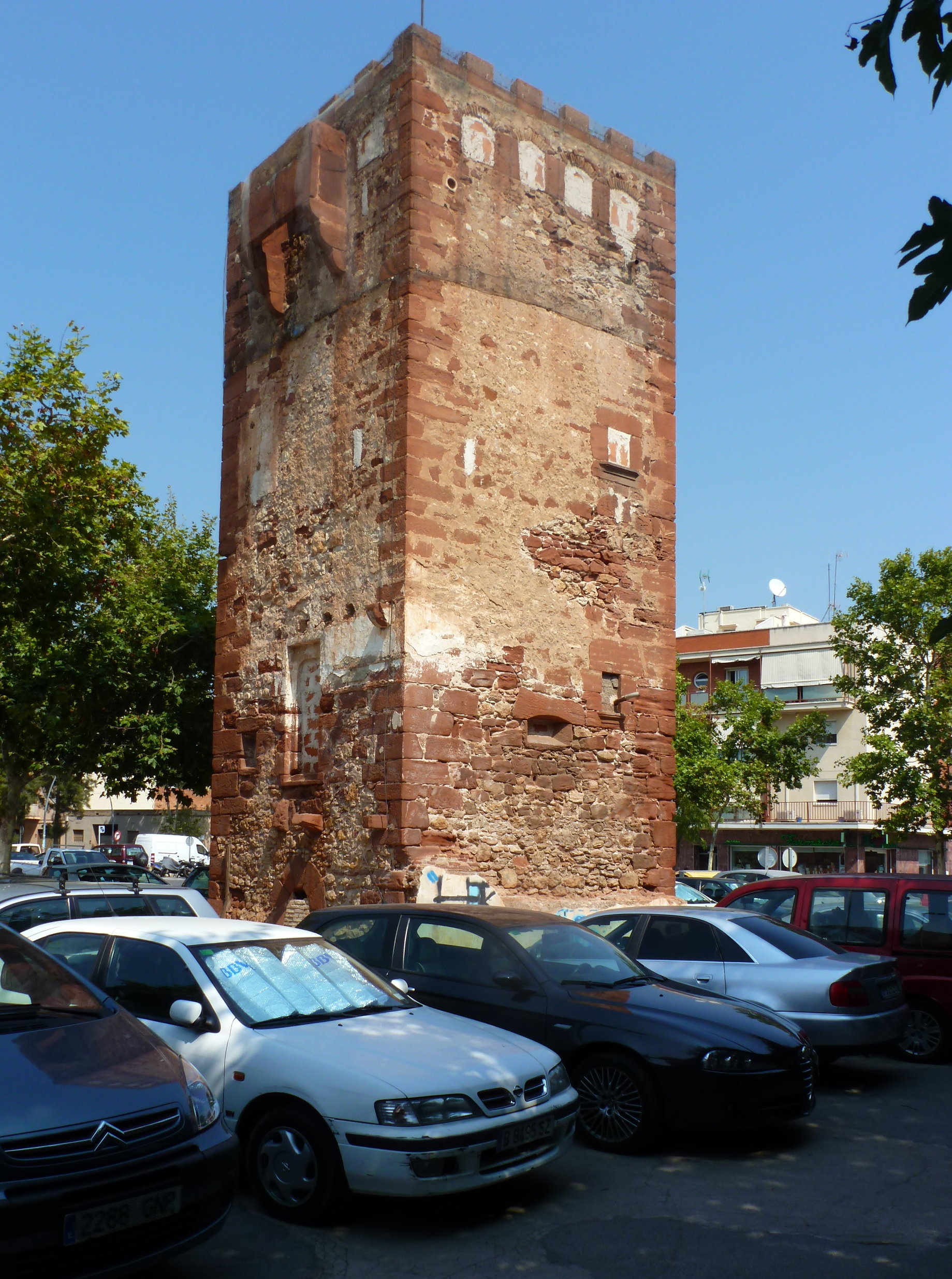
Torre Gabriel Folcher
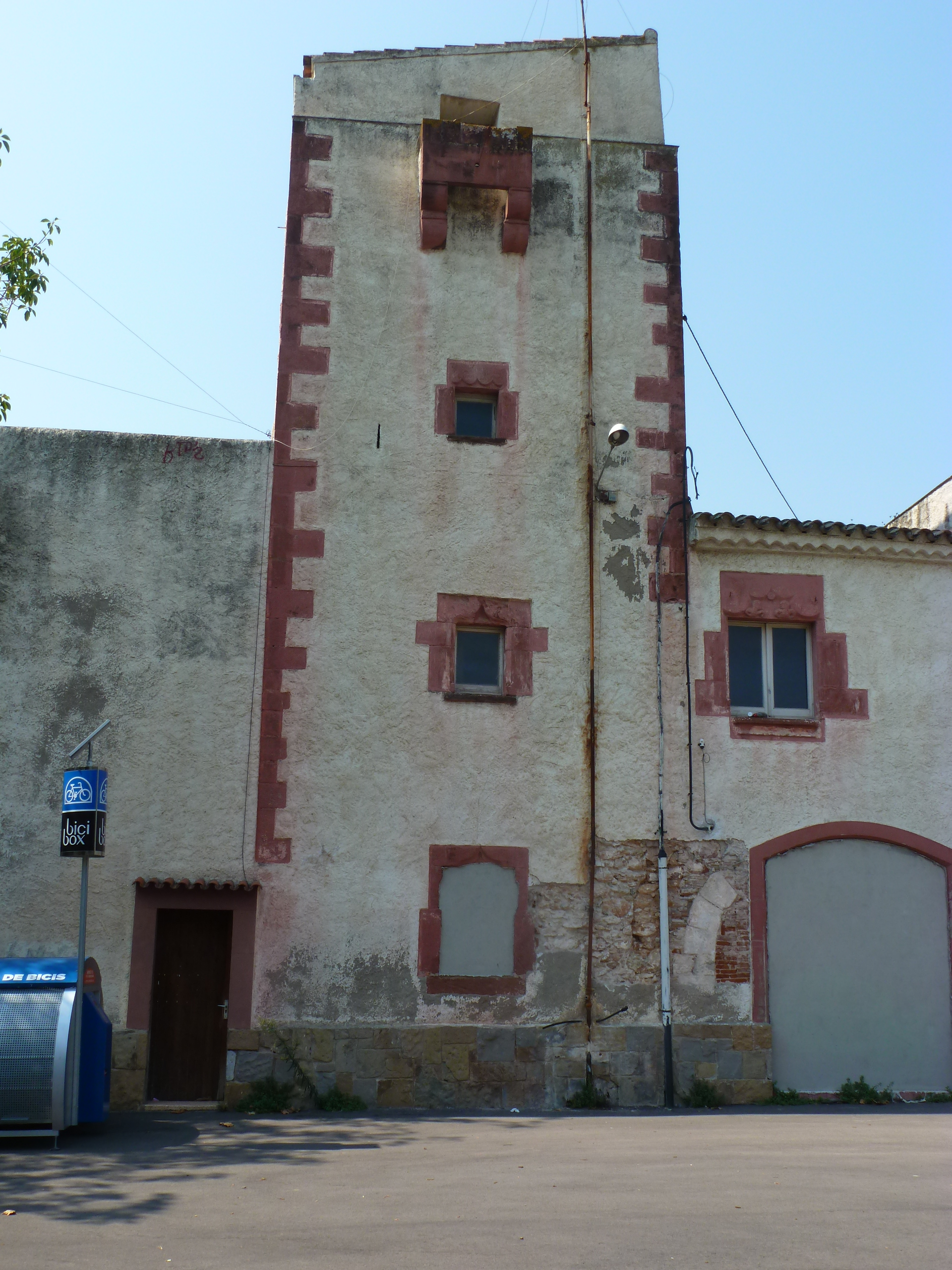
Torre de Can Roca de Baix
41° 16′ 56,9″ N, 1° 58′ 40,8″ O
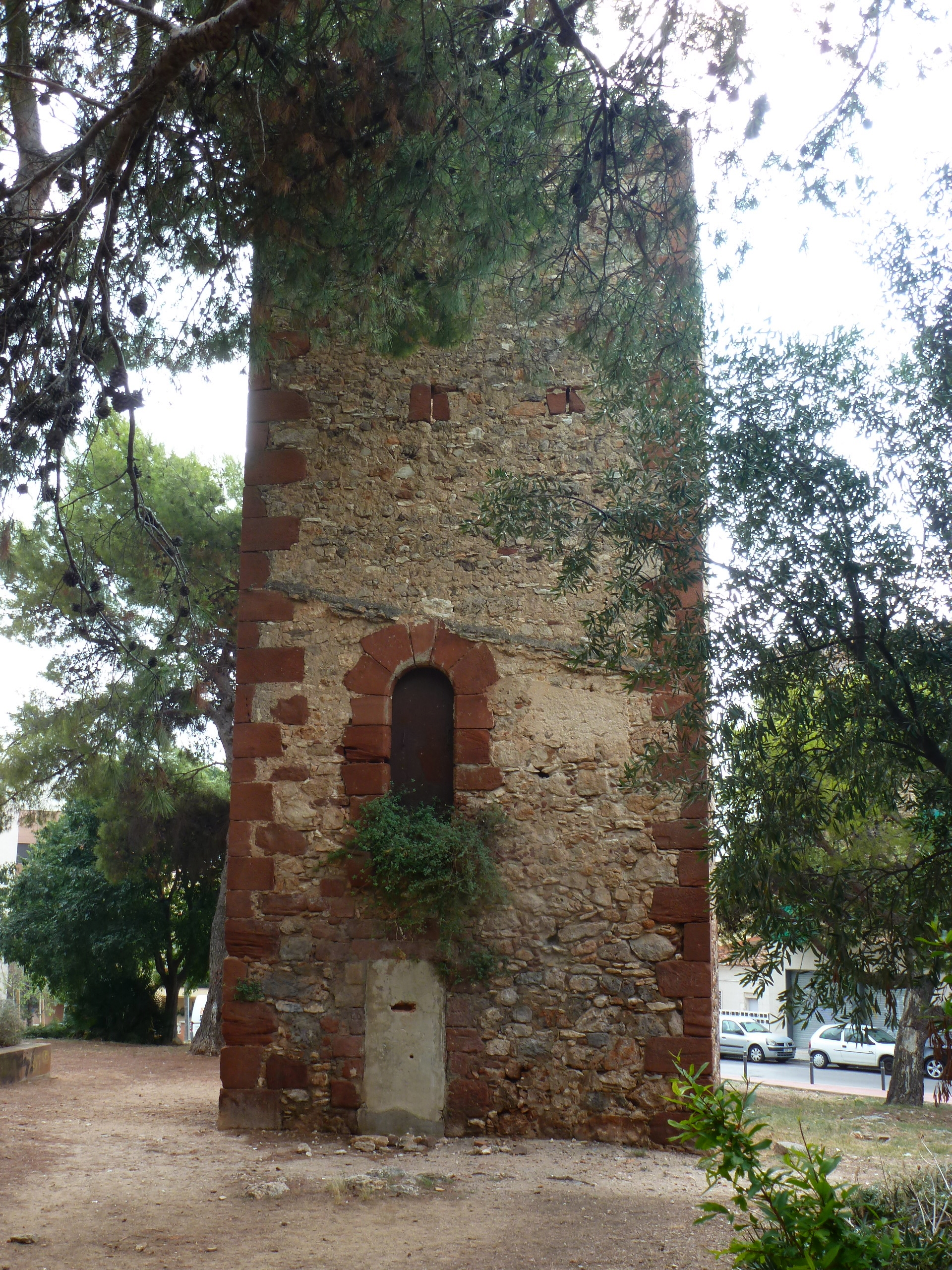
Torre Can Valls de la Muntanyeta
41° 16′ 48,3″ N, 1° 58′ 26,6″ O
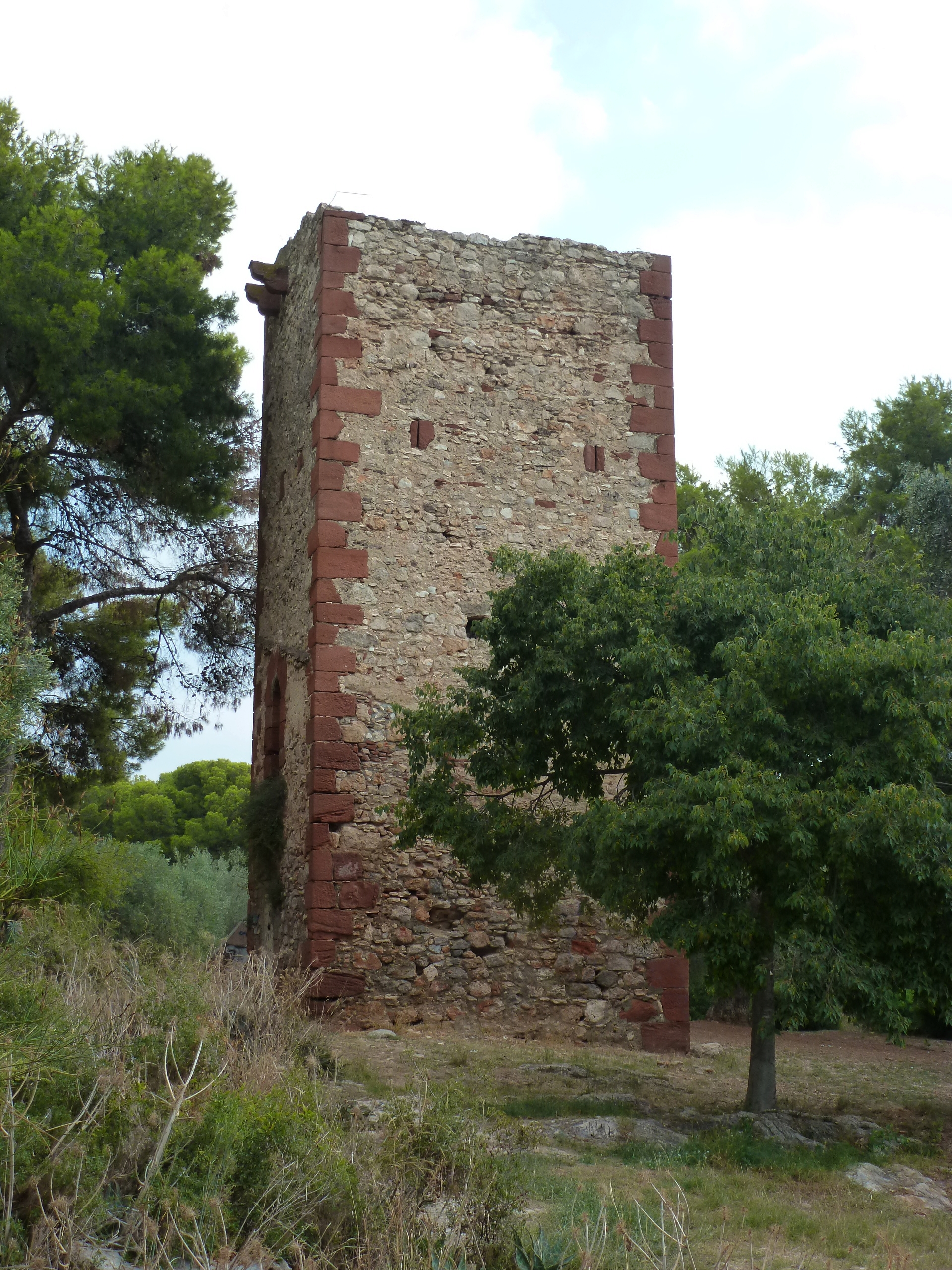
Torre Can Valls de la Muntanyeta (Rückseite)
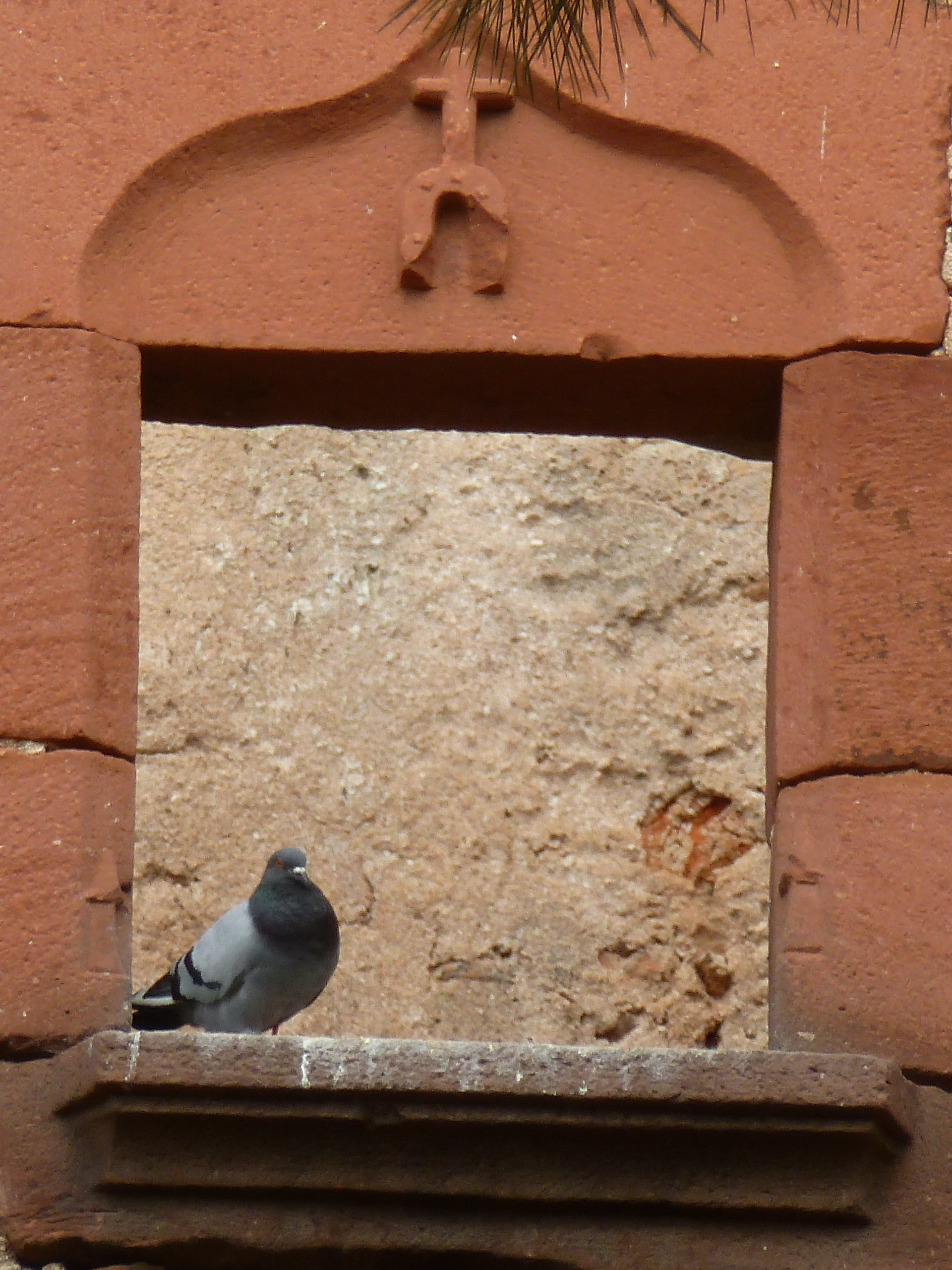
Torre Can Valls de la Muntanyeta (Detail)
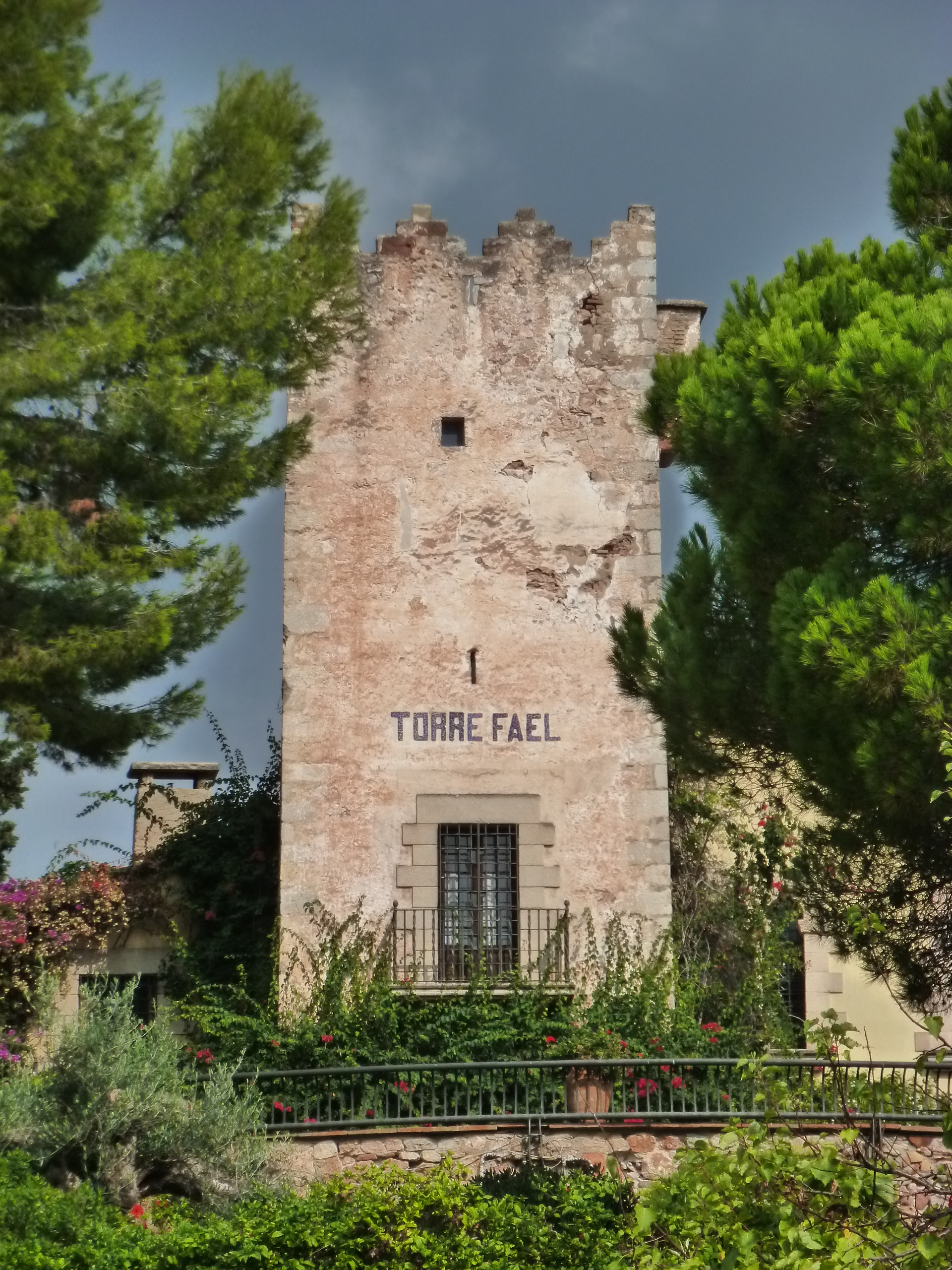
Torre Fael i Cal Patxoca
41° 16′ 38,5″ N, 1° 57′ 57,1″ O
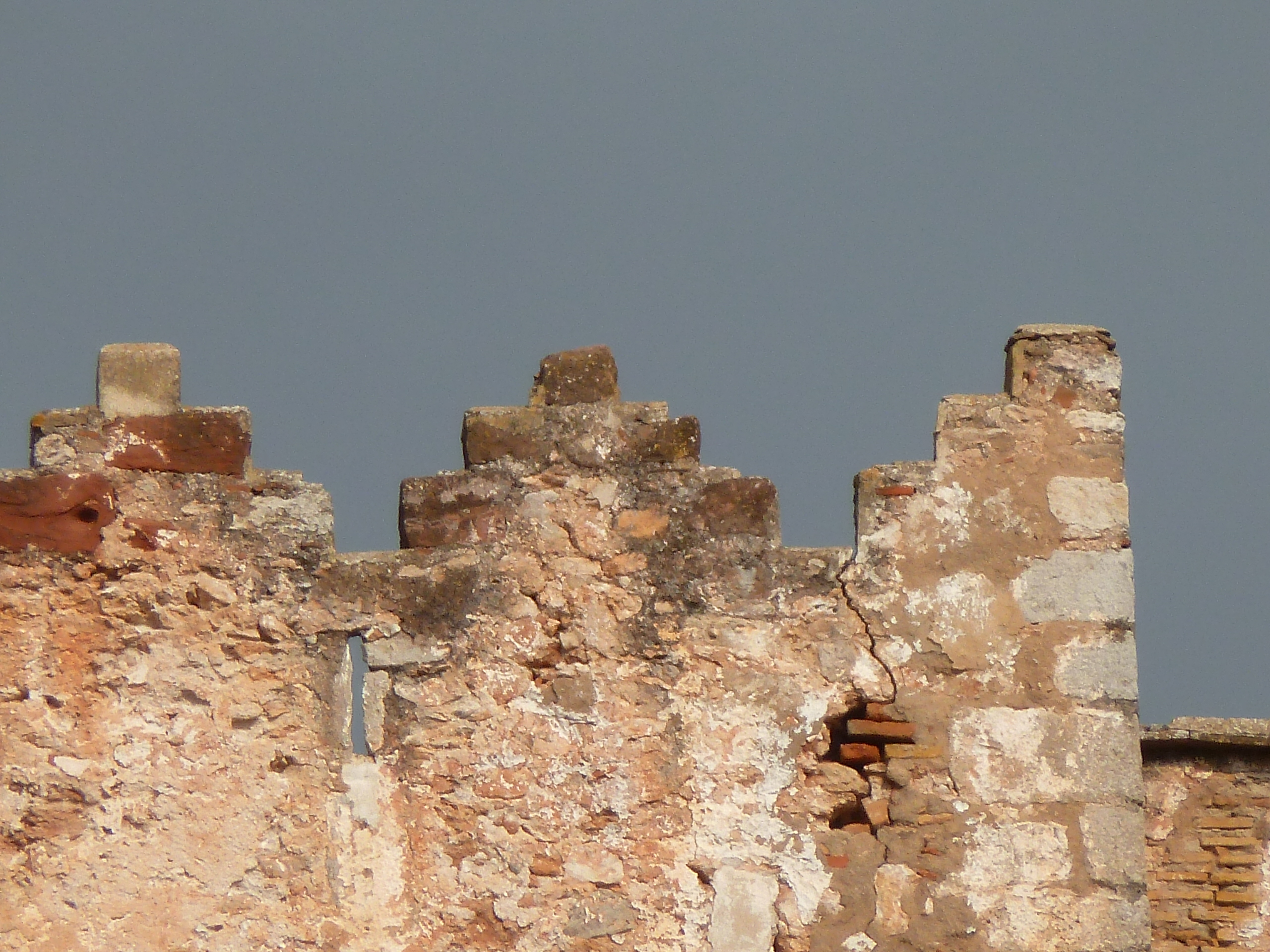
Torre Fael i Cal Patxoca (Detail)

### Wachttürme im Südwesten vom historischen Ortskern

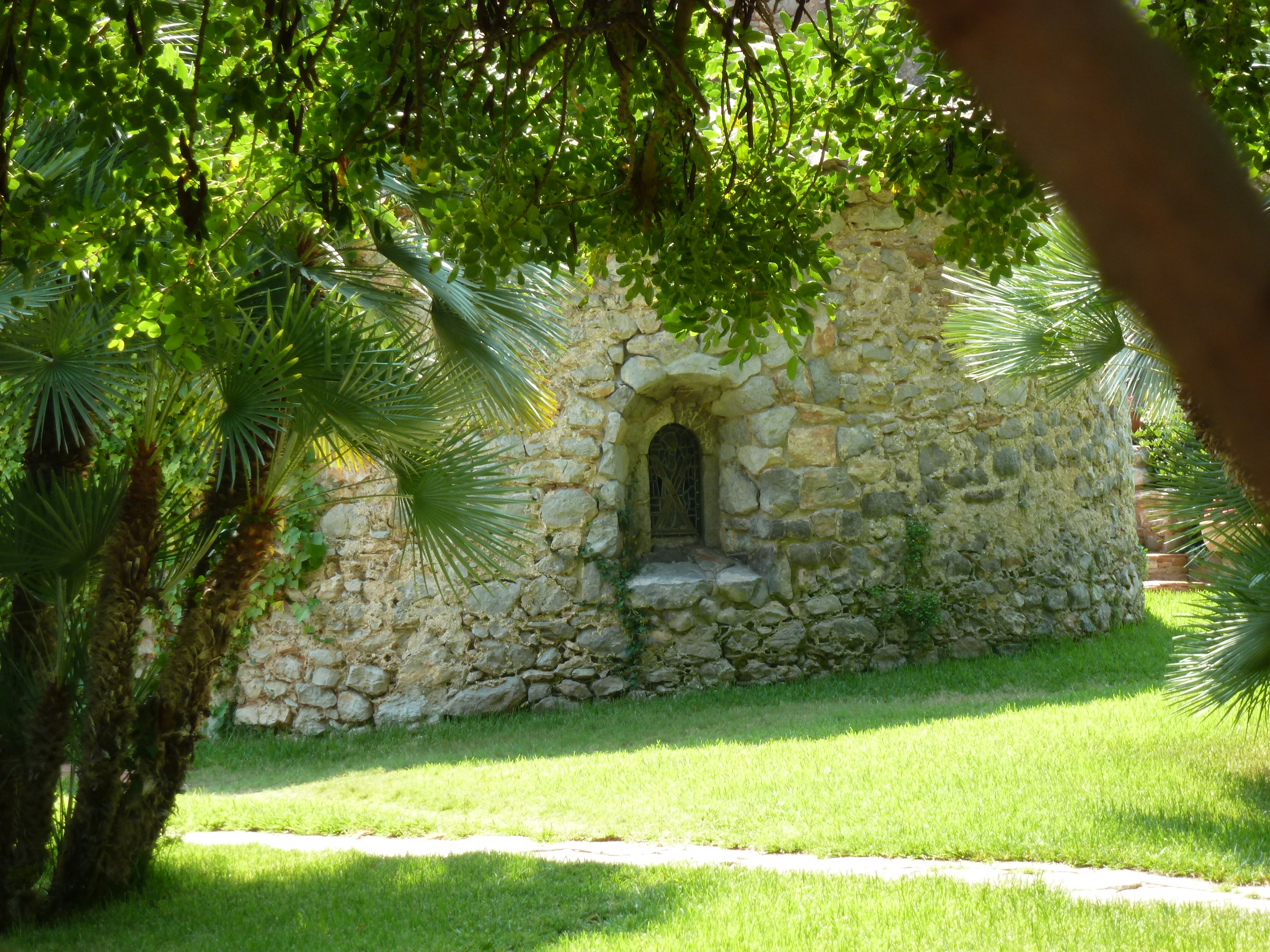
Torre de Can Vinyes
41° 16′ 15,7″ N, 1° 57′ 19″ O
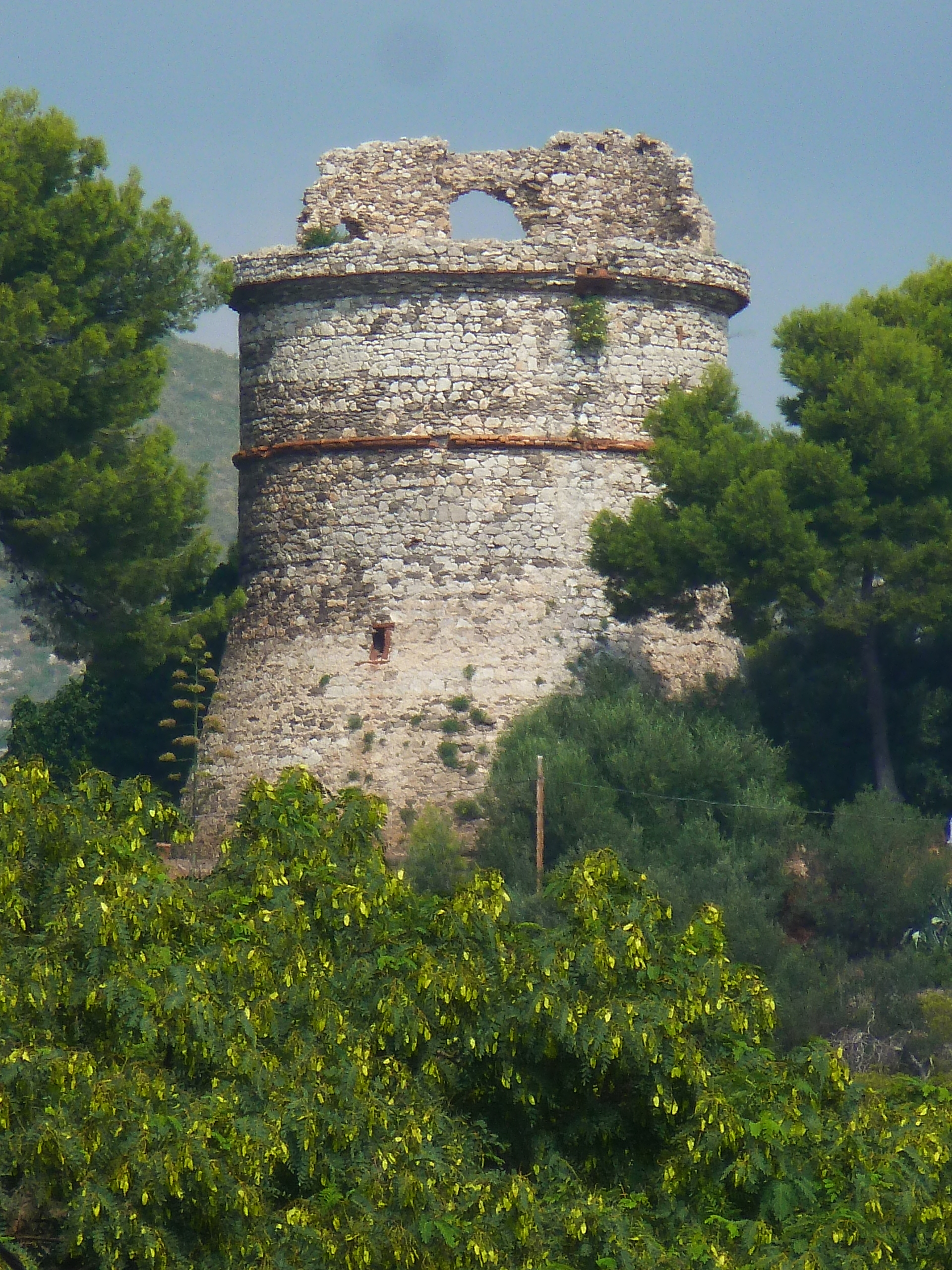
Torre Barona
41° 16′ 10,5″ N, 1° 57′ 44,9″ O
Torre Barona (Blick aus dem Landesinnern)
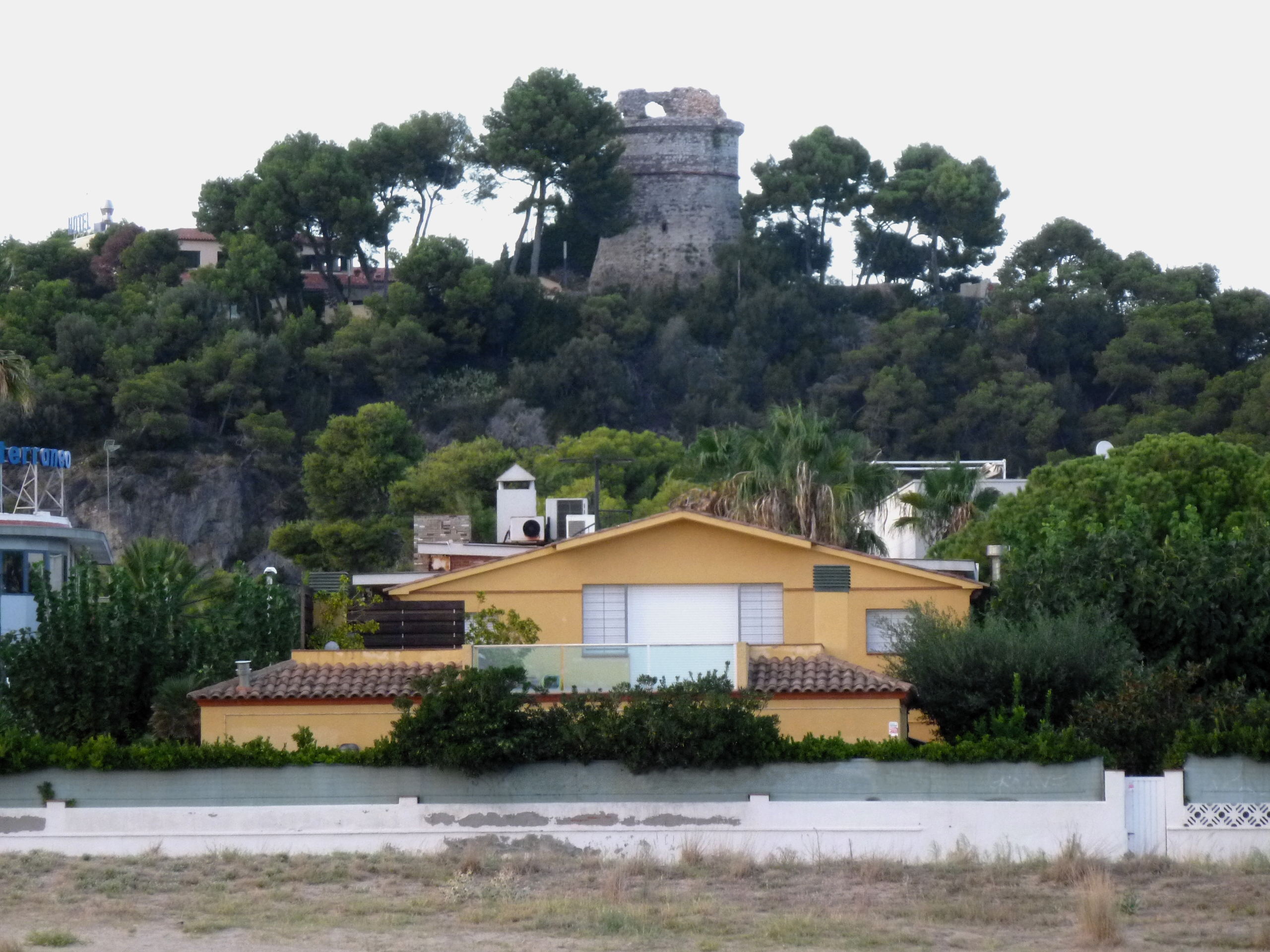
Torre Barona (Blick vom Strand aus)
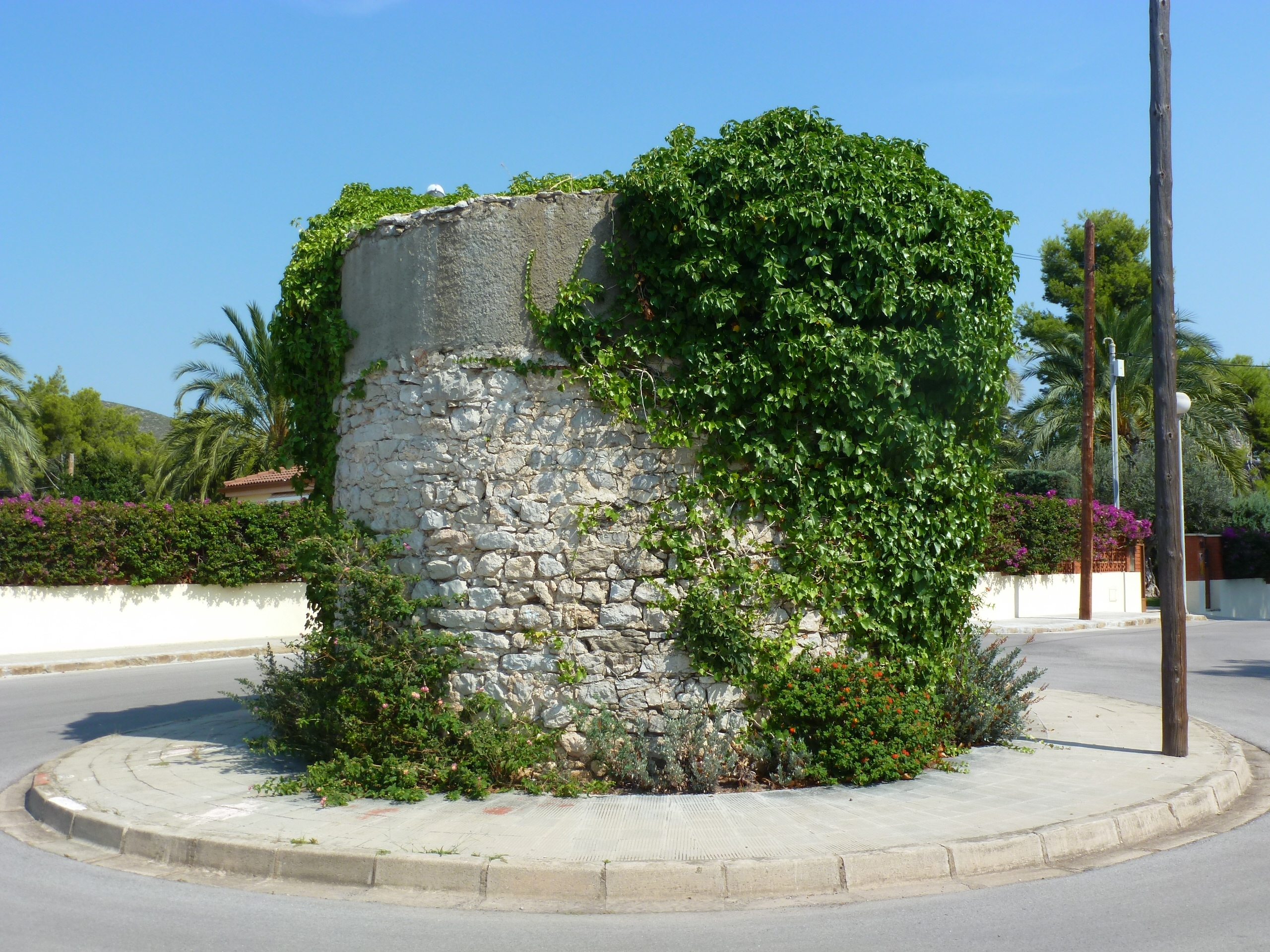
Torre Moruna
41° 16′ 9,3″ N, 1° 57′ 26,1″ O

## Frühere Umweltprobleme
Der unbebaute Landstreifen zwischen Ortskern und Strandteil von Castelldefels, Gavà und Viladecans wurde und wird landwirtschaftlich genutzt, und offenbar dienten bis in die 1980er Jahre hinein die ungeklärten Abwässer dieser Orte zur Bewässerung und speisten sogar vereinzelt übel riechende Abwasser-Lagunen in Strandnähe. Dementsprechend gab es im Sommer ein erhebliches Mückenproblem, dem die Stadtverwaltung von Castelldefels mit Insektizid zu begegnen versuchte, das mittels Rauch verteilt wurde. Ein Kommunalfahrzeug fuhr im Abstand von wenigen Tagen durch die Strandsiedlung und räucherte die Hotels und ihre Gäste ein. Ein weiteres Problem war der Fluglärm.

## Städtepartnerschaft
- Lormont im Département Gironde (Frankreich)

## Sport
In Castelldefels ist der ehemalige Mehrspartenverein und heutige Handballverein Handbol Esportiu Castelldefels beheimatet. Die Handballmannschaft der Frauen gewann 1979/80 den spanischen Pokal.
Im Canal Olímpic de Catalunya fanden die Kanuwettbewerbe der Olympischen Sommerspiele 1992 statt.